# Federica Isola
Federica Isola (ur. 27 września 1999 w Mediolanie) – włoska szpadzistka, brązowa medalistka olimpijska i trzykrotna medalistka mistrzostw świata.
W 2017 roku zdobyła srebrny medal drużynowo i brązowy indywidualnie na mistrzostwach świata juniorów w Płowdiwie. Na rozgrywanych rok później mistrzostwach świata juniorów w Weronie zdobyła złoto drużynowo.
Brała udział w igrzyskach olimpijskich w Tokio, gdzie reprezentacja Włoch w składzie: Rossella Fiamingo, Federica Isola, Mara Navarria i Alberta Santuccio zdobyła brązowy medal w zawodach drużynowych. Indywidualnie zajęła szóstą pozycję.
Na mistrzostwach świata w Budapeszcie w 2019 roku wraz z koleżankami z reprezentacji zdobyła brązowy medal w zawodach drużynowych. W tej samej konkurencji zdobyła następnie srebrny medal podczas mistrzostw świata w Kairze w 2022 roku i mistrzostw świata w Mediolanie w 2023 roku. 
Wywalczyła również brązowy medal w turnieju drużynowym na igrzyskach europejskich w Krakowie w 2023 roku.
Ponadto drużynowo wywalczyła również brązowy medal na mistrzostwach Europy w Düsseldorfie (2019) i srebrny podczas mistrzostw Europy w Antalyi (2022).